# Jorma Etelälahti
Jorma Kalevi Etelälahti  (* 17. November 1951 in Toivakka) ist ein ehemaliger finnischer Nordischer Kombinierer.

## Werdegang
Etelälahti, der für den Verein Lahden Hiihtoseura startete, gab sein internationales Debüt bei den Olympischen Winterspielen 1976 in Innsbruck. Im Einzel erreichte er dabei den 24. Platz. Bei der Nordischen Skiweltmeisterschaft 1978 in Lahti erreichte er den 17. Platz im Einzel. 1979 gewann er seinen ersten finnischen Meistertitel. Bei den Olympischen Winterspielen 1980 in Lake Placid landete er im Einzel auf dem 13. Platz. Kurze Zeit später gewann er seinen zweiten Titel bei den Finnischen Meisterschaften.
Bei der Nordischen Skiweltmeisterschaft 1982 in Oslo gewann Etelälahti gemeinsam mit Jouko Karjalainen und Rauno Miettinen die Silbermedaille im Mannschaftswettbewerb der Nordischen Kombination.
Neben seinen zwei Titeln gewann er bei nationalen Wettbewerben auch drei Silber- und zwei Bronzemedaillen. Trotz seiner Erfolge bei Olympischen Spielen und Weltmeisterschaften erhielt Etelälahti nie einen Startplatz im Weltcup der Nordischen Kombination.
Einige Zeit nach dem Ende seiner aktiven Laufbahn kaufte Etelälahti in Lahti eine alte Flachsfabrik, die er heute als Museum betreibt und dort die Möglichkeiten der Flachsverarbeitung präsentiert.